# Club Atlético Concarán
El Club Atlético Concarán, conocido popularmente como «Atlético Concarán» o por su acrónimo «CAC», es una institución deportiva argentina de la Ciudad de Concarán, departamento Chacabuco, provincia de San Luis, Argentina. cuya principal actividad es el fútbol. Fue fundado el 2 de junio de 1937. Actualmente participa en Liga Futbolística y Deportiva Valle del Conlara (cuyas siglas son LFDVC) es una de las Ligas regionales de fútbol en Argentina, perteneciente a la provincia de San Luis, Argentina.